# Yoff (île)
Ne doit pas être confondu avec Yoff ou Grand Yoff.
Yoff (ou Yof ou Teuguene) est une petite île déserte du Sénégal, située au large de la  presqu'île du Cap-Vert, face aux quartiers de Tonghor et de Ndénate de la commune d'arrondissement de Dakar également dénommée Yoff. 

## Histoire
L'île est souvent désignée comme un lieu sacré de la religion traditionnelle  des Lébous, les premiers habitants de la presqu'île du Cap-Vert.
Il y a quelques années les Yoffois ont effectué des démarches auprès de l'UNESCO pour qu'elle obtienne le statut de réserve de la biosphère, mais ce projet n'a pas abouti pour l'instant.

## Géographie

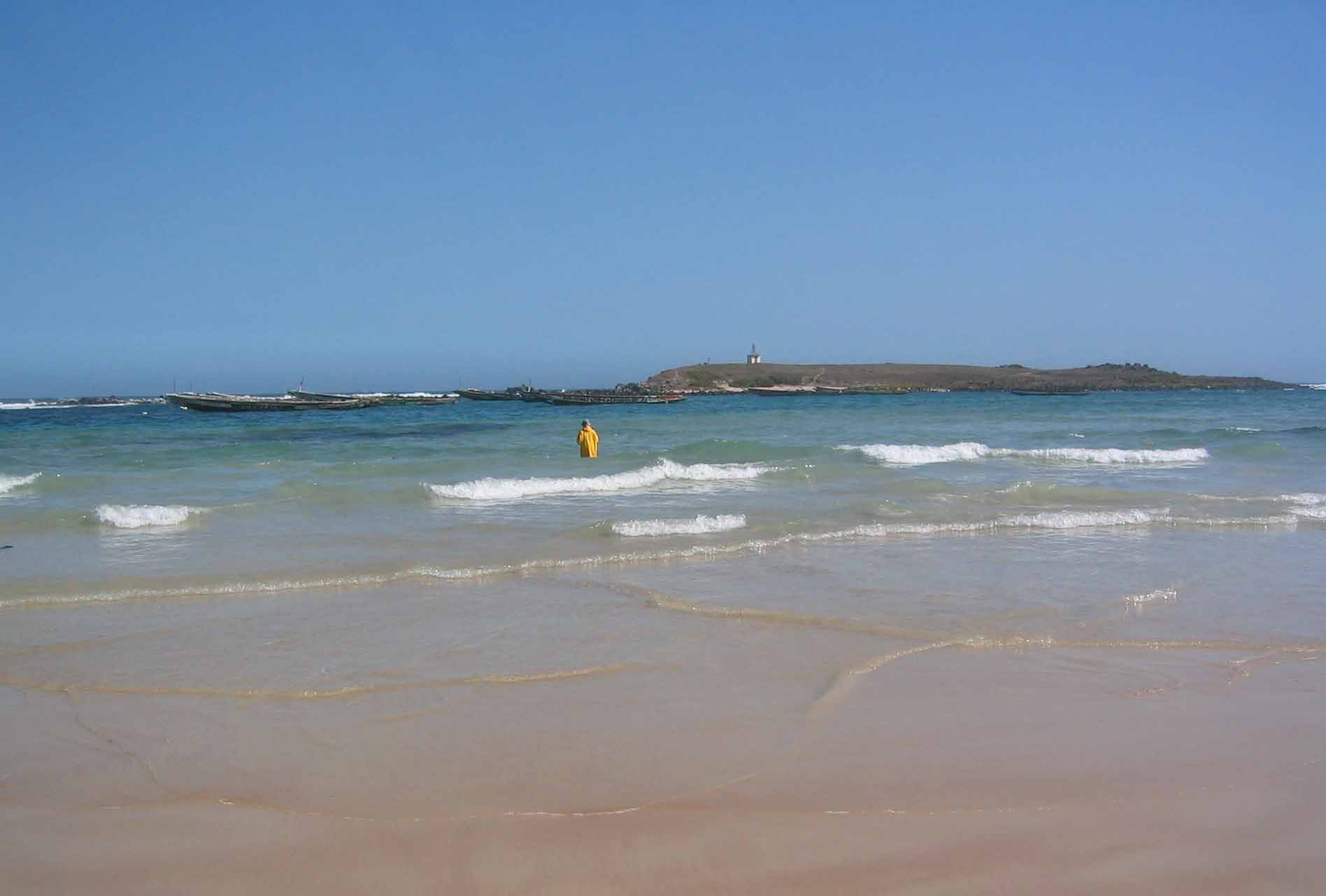
L'île, toute proche du village de pêcheurs de Yoff

L'île se trouve à environ 300 m de la côte à laquelle elle est reliée par une barrière rocheuse à marée basse.
La végétation est maigre et peu diversifiée.
Comme sur la plupart des îles de la région, les oiseaux sont au rendez-vous.

### Physique géologique
C'est une île d'origine volcanique.

### Population
Elle n'est pas habitée et ne l'a jamais été, même si la terre a quelquefois été exploitée.
Teuguene ne se visite pas habituellement. Selon les croyances locales, une interdiction pèse sur cette possibilité.

### Activités économiques
Le seul édifice de l'île est un petit phare.